# Publi Silici
Publi Silici (en llatí Publius Silicius) com diu Plutarc, o Silici Corones (Silicius Coronas) segons Dió Cassi, era un senador romà i un dels jutges nomenats per jutjar als conspiradors contra la vida de Juli Cèsar l'any 43 aC, conforme a la lex Pedia de vi Caesaris interfectoribus.
Encara que Octavi (August) era present amb el seu exèrcit i exercia una pressió en favor de la condemna, Silici va gosar a votar per l'absolució de Dècim Juni Brut Albí. A causa d'això va ser proscrit pels triumvirs i executat. Appià l'anomena erròniament Icili.